# All Star Game maschile di pallavolo 1997
L'All Star Game maschile di pallavolo 1997 fu la 7ª edizione della manifestazione organizzata dalla FIPAV.

## Regolamento
Alla manifestazione presero parte due squadre, i Jumpers e gli Acers.
Venne disputata una partita unica. La gara si svolse a Venezia, sede della manifestazione.